# Vasoldsberg
Vasoldsberg osztrák mezőváros Stájerország Graz-környéki járásában. 2017 januárjában 4528 lakosa volt.

## Elhelyezkedése

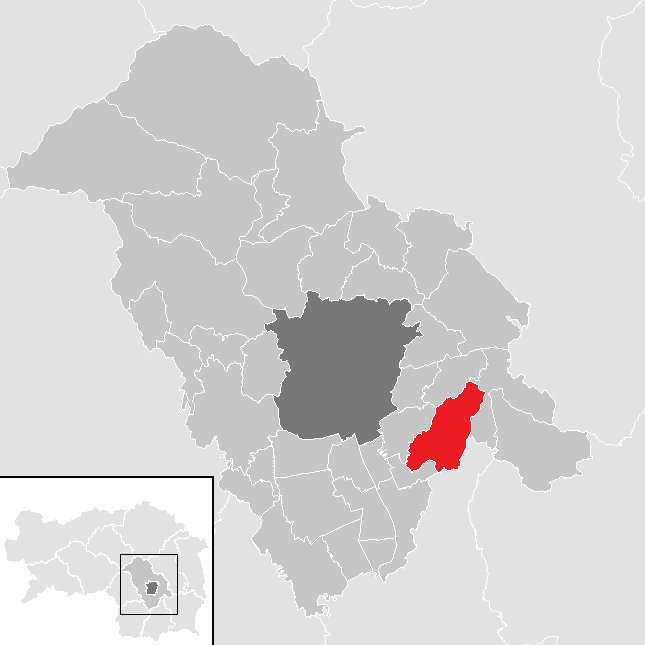
Vasoldsberg a Graz-környéki járásban

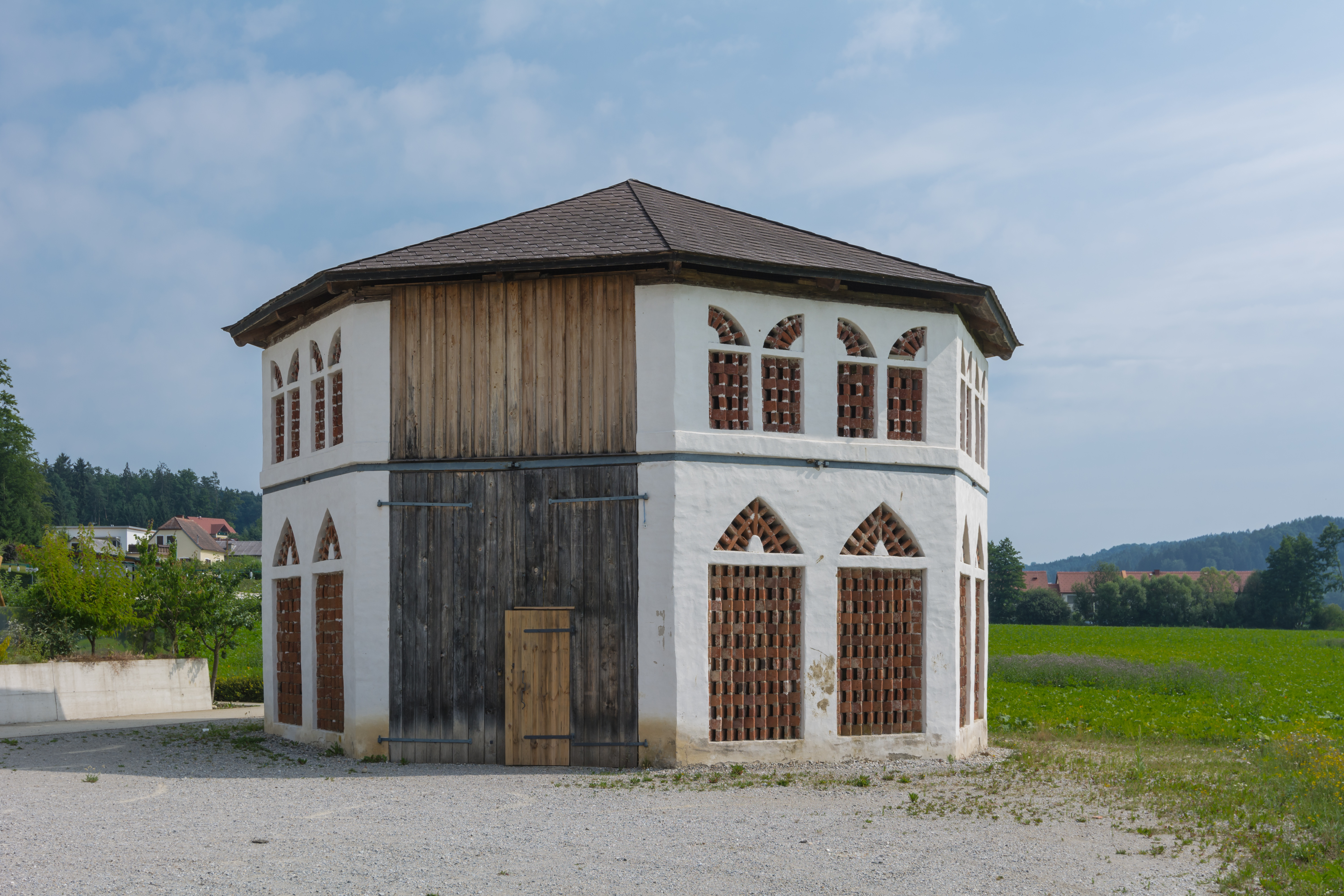
Az Achteckstadel

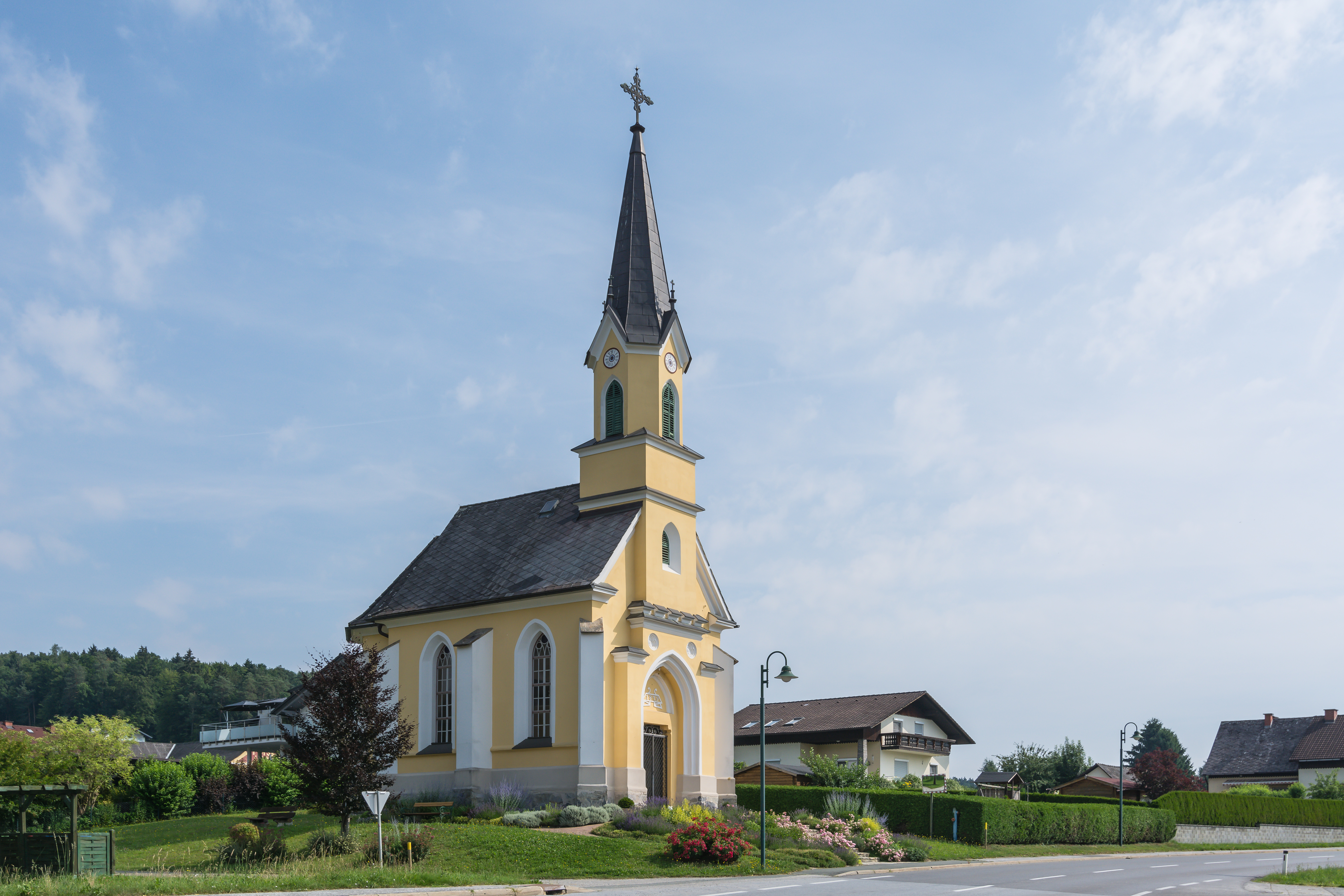
A breitenhilmi kápolna

Vasoldsberg a Kelet-stájerországi dombságon fekszik, a Tiefernitz folyó mentén, kb. 10 km-re délkeletre Graztól. Legmagasabb pontja 509 méteres. Az önkormányzat 3 települést egyesít: Premstätten (2 lakos 2015-ben), Vasoldsberg (4416 lakos) és Wagersbach (0 lakos).
A környező önkormányzatok: délnyugatra Hausmannstätten, nyugatra Raaba-Grambach, északra Laßnitzhöhe, északkeletre Nestelbach bei Graz, délre Empersdorf.

## Története
Vasoldsberg első említése 1219-ből származik, amikor Ull nevű lakója tanúként szerepel egy oklevélen. A vár és a falu tulajdonosa ekkor VI. Lipót herceg volt, Ull az ő kíséretéhez tartozott. Wagersbachot először 1265-ben említik, ekkor 14 jobbágytelekkel rendelkezett de 1480-ra a török és magyar háborúk, valamint a természeti csapások nyomán jórészt elnéptelenedett. 1299-ben a seckaui püspök szerezte meg a várat, amit csatlósainak, a Strettweg-nemzetségnek adott át. 1371-ben III. Lipót herceg visszaszerezte a birtok tulajdonjogát, de hűbérként kiadta a püspöknek, akitől majd 1467-ben vette vissza III. Frigyes császár. 
A várat akkori várnagya, Koloman Prunner a 16. században kastéllyá alakította át. A 18. század második felétől innen kormányozták a környékbeli 13 katasztrális községből álló "körzeti uradalmat". Breitenhilm, Premstätten bei Vasoldsberg és Wagersbach falvak 1849-ben közös községi önkormányzatot hoztak létre Premstätten at Vasoldsberg néven. Mai nevét 1947-ben vette fel. 
Vasoldsberget 2007-ben mezővárosi rangra emelték.  

## Lakosság
A vasoldsbergi önkormányzat területén 2017 januárjában 4528 fő élt. A lakosságszám 1939 óta gyarapodó tendenciát mutat, az utóbbi évtizedekben elsősorban a Grazból a környező településekre kiköltözők miatt. 2015-ben a helybeliek 95,8%-a volt osztrák állampolgár; a külföldiek közül 1,1% a régi (2004 előtti), 2,3% az új EU-tagállamokból érkezett. 2001-ben a lakosok 85,3%-a római katolikusnak, 2,4% evangélikusnak, 9,5% pedig felekezet nélkülinek vallotta magát. Ugyanekkor 3 magyar élt a mezővárosban.

## Látnivalók
- a vasoldsbergi kastély 1987-ig a Steyr-Daimler-Puch AG üdülőjeként működött. Ma magántulajdonban van.
- Klingenstein kastélya a 17. század második felében épült. Ősparkja védett. Magántulajdonban van.
- a klingensteii Achteckstadl ("nyolcsarkú istálló") volt az első vidéki istálló, amely műemléki védettséget kapott.
- Breitenhilm kápolnája
- Premstätten kápolnája

## Fordítás
- Ez a szócikk részben vagy egészben  a   Vasoldsberg című német Wikipédia-szócikk ezen változatának fordításán alapul.  Az eredeti cikk szerkesztőit annak laptörténete sorolja fel. Ez a jelzés csupán a megfogalmazás eredetét és a szerzői jogokat jelzi, nem szolgál a cikkben szereplő információk forrásmegjelöléseként.